# Långsjön (Västermo socken, Södermanland)
Långsjön är en sjö i Eskilstuna kommun i Södermanland och ingår i Norrströms huvudavrinningsområde.